# Sam Lake
Pour les articles homonymes, voir Lake.
Sam Lake, de son vrai nom Sami Antero Järvi(Järvi en finnois veut dire lac), est un concepteur de jeu vidéo et scénariste finlandais né le 28 mars 1970 en Finlande.
Il est surtout connu pour son travail en tant que scénariste sur la série de jeux Max Payne, puis en tant que réalisateur des jeux Control (2019) et Alan Wake 2 (2023).
En 2025, il reçoit un Game Developers Choice Award pour l'ensemble de sa carrière.

## Biographie
Sam Lake a fréquenté l'université d'Helsinki, où il a suivi des cours d'anglais et de littérature, ainsi que des cours d'écriture de scénario à l'Académie de Théâtre de Finlande. Lake est un proche de Petri Järvilehto, l'un des membres fondateurs de Remedy Entertainment, la société qui a développé la série. 
En 2015-2016 il est le directeur créatif du jeu vidéo Quantum Break.
En 2025, il reçoit un Game Developers Choice Award pour l'ensemble de sa carrière.

## Travaux

### Jeux vidéo

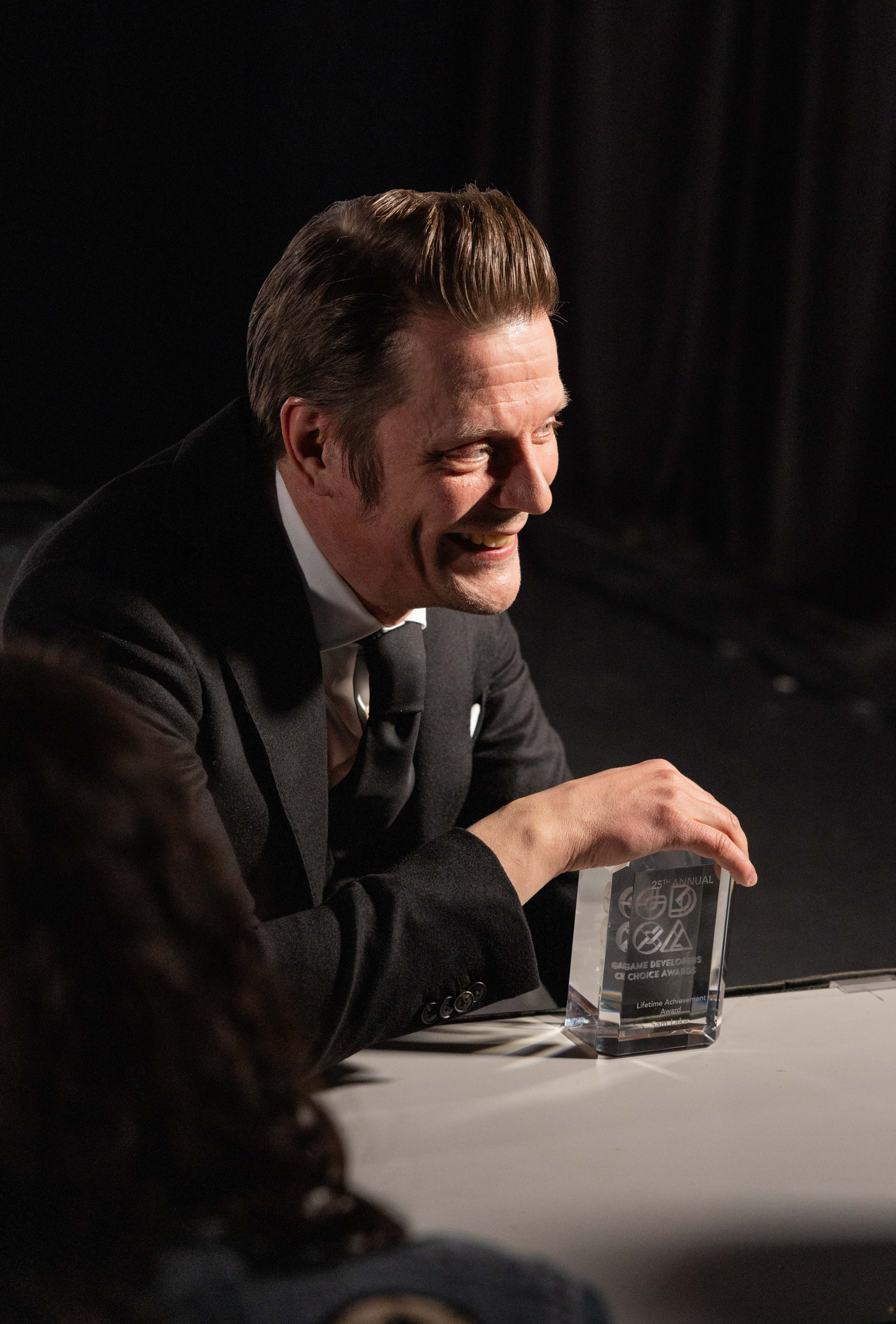
Sam Lake en mars 2025 à la réception de son Game Developers Choice Award pour l'ensemble de sa carrière.

| Année | Titre                              | Role(s) |
| ----- | ---------------------------------- | --- |
| 1996  | Death Rally                        | Scénariste |
| 2001  | Max Payne                          | Scénariste, modèle de Max Payne                                                                                       |
| 2003  | Max Payne 2: The Fall of Max Payne | Scénariste |
| 2010  | Alan Wake                          | Concept design et scénariste                                                                                          |
| 2012  | Alan Wake's American Nightmare     | Creative director et scénariste                                                                                       |
| 2016  | Quantum Break                      | Creative director et Executive producer                                                                               |
| 2019  | Control                            | Scénariste et réalisateur                                                                                             |
| 2022  | CrossfireX: Operation Catalyst     | Concept original |
| 2023  | Alan Wake 2                        | Réalisateur, directeur créatif, scénariste en chef, acteur et modèle d'Alex Casey, acteur, modèle et voix de Sam Lake |
| 2025  | FBC: Firebreak                     | Creative Directors |

### Livres
| Année     | Titre                                               | Role(s)                        |
| --------- | --------------------------------------------------- | ------------------------------ |
| 2011      | Psycho Thriller - An Alan Wake Story                | Co-écrit avec Mikko Rautalahti |
| 2011      | Night Springs - An Alan Wake Story                  | Co-écrit avec Mikko Rautalahti |
| 2012-2013 | Série de comics Max Payne 3                         | Co-écrit avec Dan Houser       |
| 2017      | Milla Marble and the mystery of the missing grandma | Scénariste                     |

### Musiques
| Année | Titre                                          | Role(s)                     |
| ----- | ---------------------------------------------- | --------------------------- |
| 2003  | Poets of the Fall - Late Goodbye               | Basé sur l'un de ses poèmes |
| 2012  | Old Gods of Asgard - Balance Slays The Demon   | Poème                       |
| 2023  | Rakel - Follow You into the Dark               | Paroles                     |
| 2023  | Jean Castel - Lost at Sea                      | Paroles                     |
| 2023  | Mougleta - Superhero                           | Paroles                     |
| 2023  | Paleface - Dark, Twisted and Cruel             | Paroles                     |
| 2023  | ROOS + BERG - No One Left To Love              | Paroles                     |
| 2023  | JAiMES - Wide Awake                            | Paroles                     |
| 2023  | Old Gods of Asgard - Herald of Darkness        | Paroles                     |
| 2023  | Old Gods of Asgard - Dark Ocean Summoning      | Paroles                     |
| 2023  | Old Gods of Asgard - Anger's Remorse           | Paroles                     |
| 2023  | Poe - This Road (AW)                           | Paroles                     |
| 2023  | Martti Suosalo - Yötön Yö (Nightless Night)    | Paroles                     |
| 2023  | Martti Suosalo - Sankarin Tango (Hero's Tango) | Paroles                     |
| 2024  | Amelia Jones - End of an Era                   | Paroles                     |

### Autres
| Année | Titre                | Role(s)                                                                           |
| ----- | -------------------- | --------------------------------------------------------------------------------- |
| 2012  | This House of Dreams | Scénariste des entrées du blog qui servent d'un jeu en réalité alternée Alan Wake |
| 2019  | Death Stranding      | Caméo sous les traits du personnage du vétéran Porter                             |
| 2025  | Dead Take            | Caméo sous les traits de Frank,                                                   |